# Gammel Lejre
Gammel Lejre (deutsch „Alt-Lejre“) ist ein Dorf in der Lejre Kommune etwa 4 km westlich von Roskilde auf der Insel Seeland in Dänemark. Gammel Lejre liegt etwa 1,5 km nördlich von Lejre. Das Dorf hat eine archäologisch bedeutende Umgebung, da die durchgehende Besiedelung seit der Steinzeit bis in die Neuzeit durch diverse Funde sowie prähistorische und historische Bauten nachgewiesen wird, die zum Teil erhalten sind.
Zu den archäologischen und historischen Denkmälern im Nahbereich zählen:
- der Harald Hildetands Høj, ein Hünenbett aus der Steinzeit.
- die Hügelreihe von Lejre und Schiffssetzungen, die in die Bronze- und Eisenzeit datieren
- die Lejrehallen, aus der Wikingerzeit
- der Margarethenstein, ein einzelstehender Monolith
- ein mittelalterlicher Damm
- Kongsgård und Hestebjerggård, alte Bauernhöfe aus dem 17. Jahrhundert
- westlich von Gammel Lejre liegt das archäologische Versuchszentrum Sagnlandet Lejre.

## Lejrehallen
Bei Grabungen stieß man im Jahre 1977 auf Siedlungsspuren, die auf die gleiche Zeit datiert wurden wie das 300 m entfernte Gräberfeld. Von einem 40 m langen und 11 m breiten Hallenhaus, der Kongehal (Königshalle), der größten unter den „Lejrehallen“, bei der sich der Vergleich mit der Kongehal von Gudme aufdrängt, wurden die Pfostenlöcher markiert.

## Die Schiffssetzungen

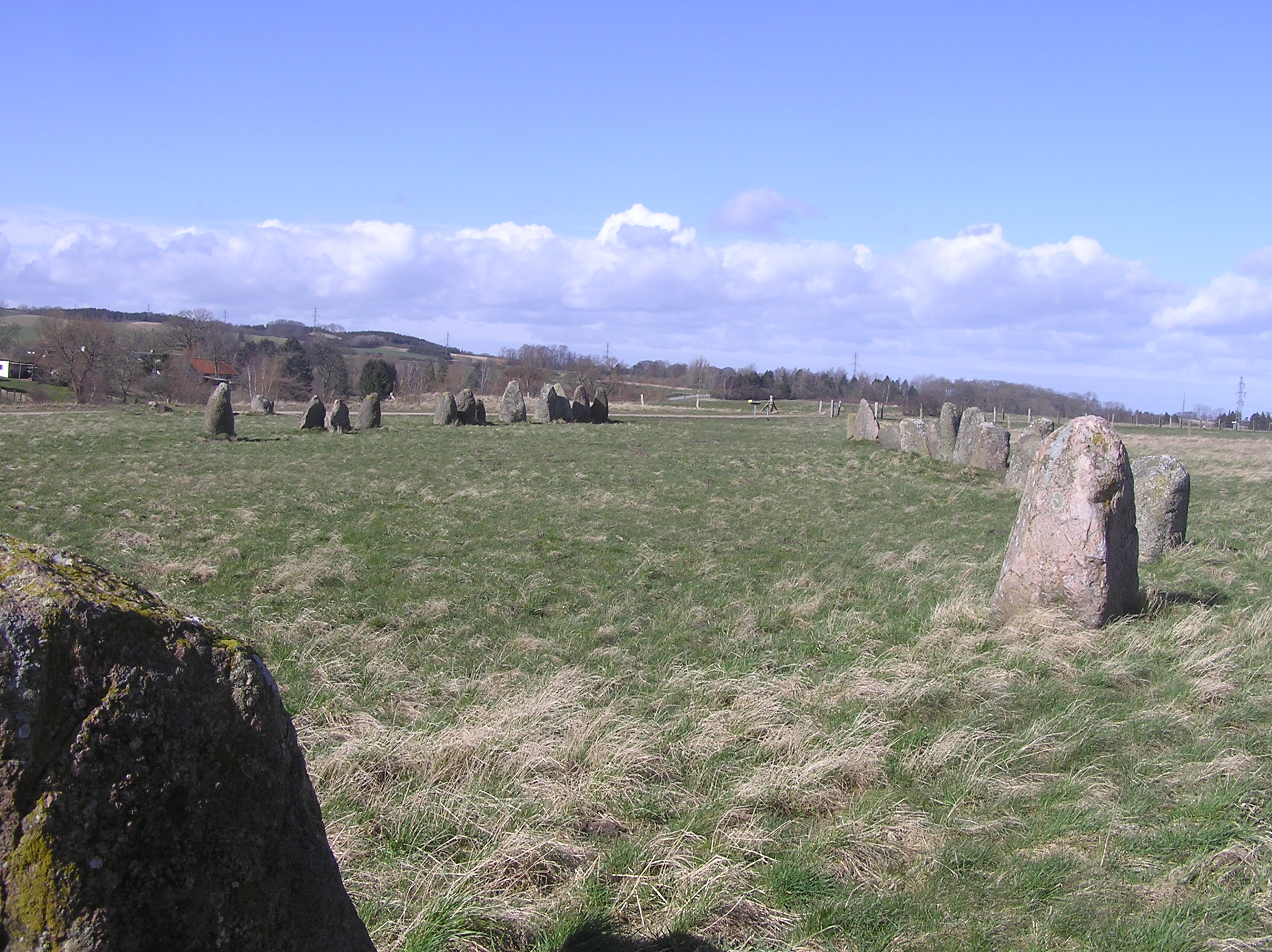
Die 80 m lange Schiffssetzung

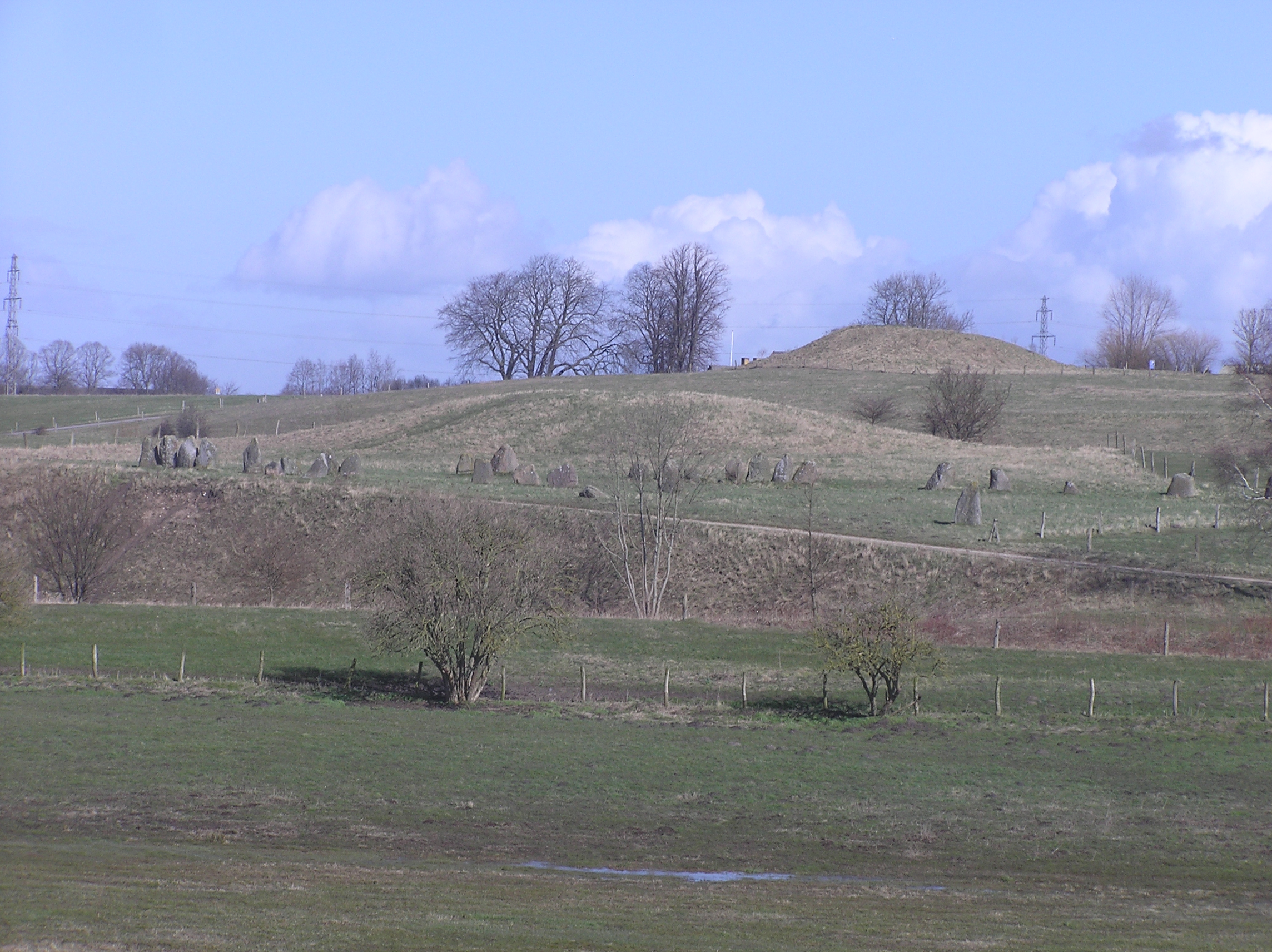
Schiffssetzung mit Grydehøj und Ravnshøj im Hintergrund

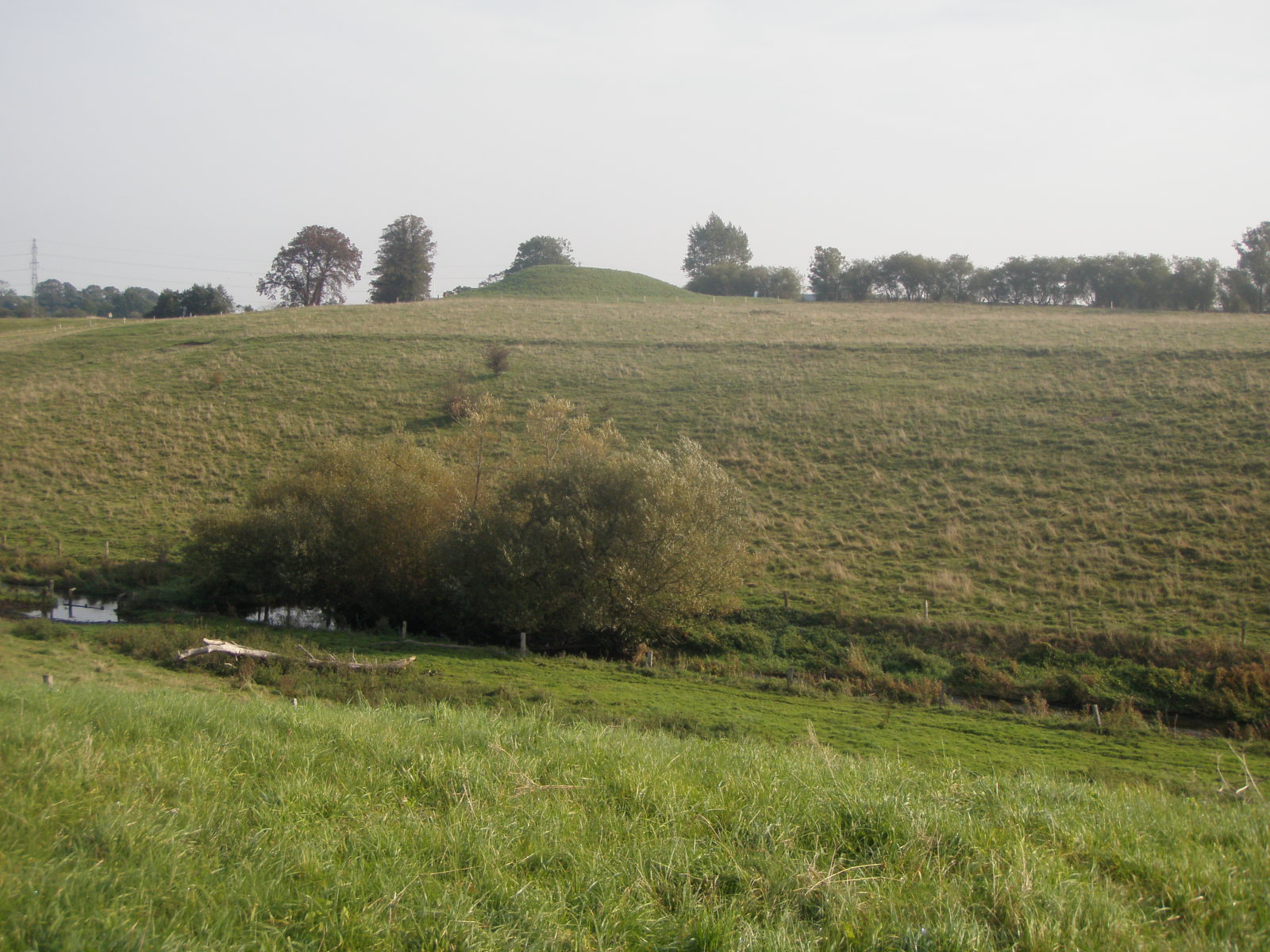
Der Ravnshøj

Die noch vorhandenen Schiffssetzungen befinden sich auf einer Erhebung zwischen den Flüssen Lejre Å und Konerup Å. Die von größeren und kleineren Lücken unterbrochenen Steinreihen gehören zu den Überresten zweier Schiffssetzungen. Die weitaus vollständigere Steinsetzung bildete ein Schiff von 80 m Länge, die größte sichtbare dänische Anlage. Eine weitaus größere ist nur in Resten unter den Hügeln von Jelling erhalten. Sie soll 170 m lang gewesen sein. Die anderen Steine von Gammel Lejre gehören zu einem wahrscheinlich etwas kleineren Schiff. Beide sind die Überreste von sechs Schiffssetzungen, von denen man aus Berichten des Historikers Gebhardi von 1758 weiß. Der Margarethenstein wird als Überrest einer dieser verschwundenen Schiffssetzungen gedeutet.

## Das Gräberfeld
Zwischen 1944 und 1968 wurden im Bereich der Schiffssetzungen Grabungen durchgeführt, wobei man auf ein Gräberfeld aus dem 10. Jahrhundert stieß. In einem Grab fand man neben dem Toten einen Geköpften. Damit besteht Einvernehmen mit Berichten über wikingerzeitliche Menschenopfer. In der Regel begleitete ein Hund den toten Wikinger, wie es etliche Gräber belegten. Einem Schmied hatte man Hammer, Feile und Zange ins Grab mitgegeben. Das mit einer Steinplatte bedeckte Grab liegt exakt in der Linie der Schiffssetzung. Sie war offensichtlich bereits beschädigt als man das Gräberfeld anlegte.

## Die Grabhügel

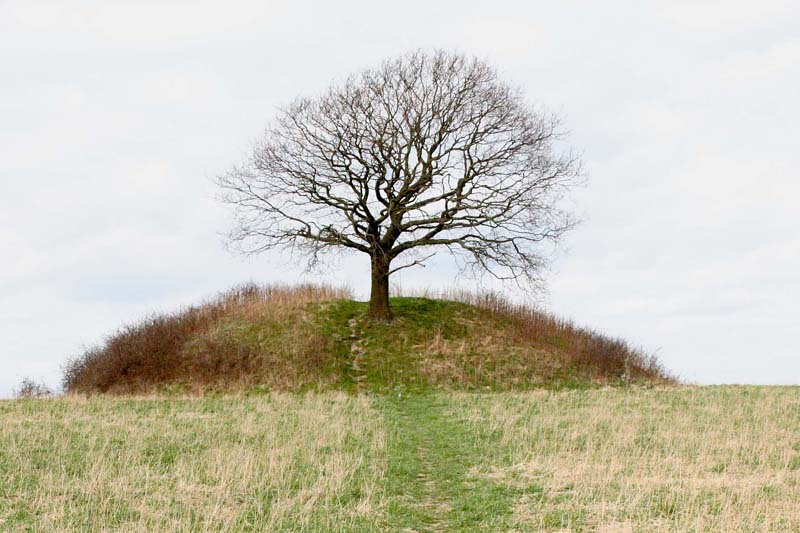
Mysselhøj

Dass Gammel Lejre bereits im 6. und 7. Jahrhundert eine Rolle spielte, beweist der einst mindestens vier Meter hohe, nordöstlich der Schiffssetzung gelegene „Grydehøj“ (Topf- oder Kesselhügel), der ein Brandgrab aus dieser Zeit bedeckt. Dass es sich bei ihm um ein Häuptlingsgrab handelt, ist anzunehmen. Hyldehøj nördlich der Schiffssetzung und Mysselhøj westlich von Gammel Lejre sind noch nicht geöffnet worden, werden jedoch der Bronzezeit zugeordnet. Beim Ravnshøj ist die Zuordnung zur Bronze- oder Eisenzeit nicht eindeutig.

## Der Damm
Im 13. Jahrhundert wurde ein Damm aus Grassoden mit Holzkonstruktion errichtet, der zur Wasserregulierung der Mühlen im Tal der Lejre Å diente. In den 1990er Jahren wurden bei Ausgrabungen Reste einer Wassermühle gefunden.

## Alte Bauernhöfe

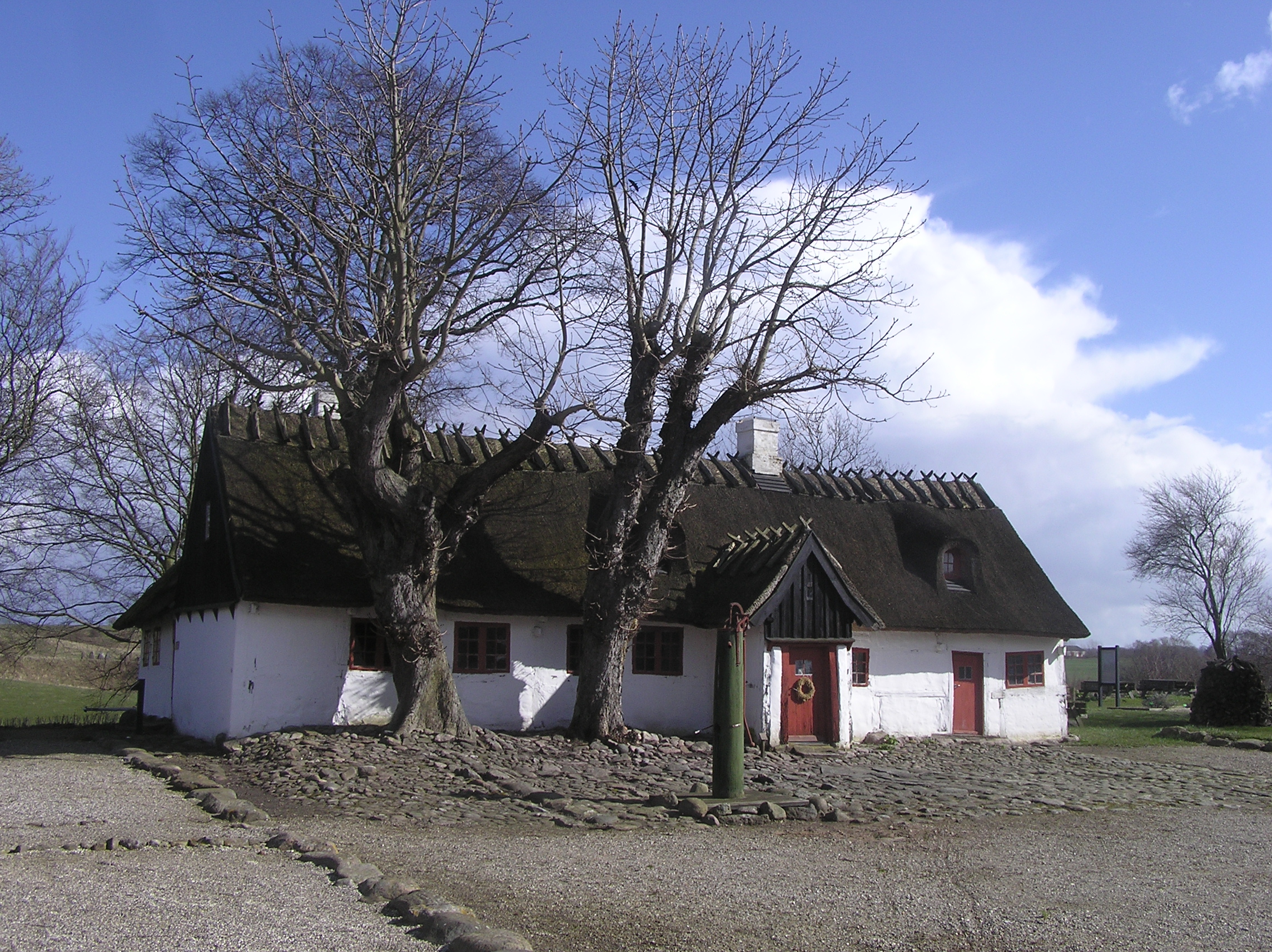
Hof Kongsgård

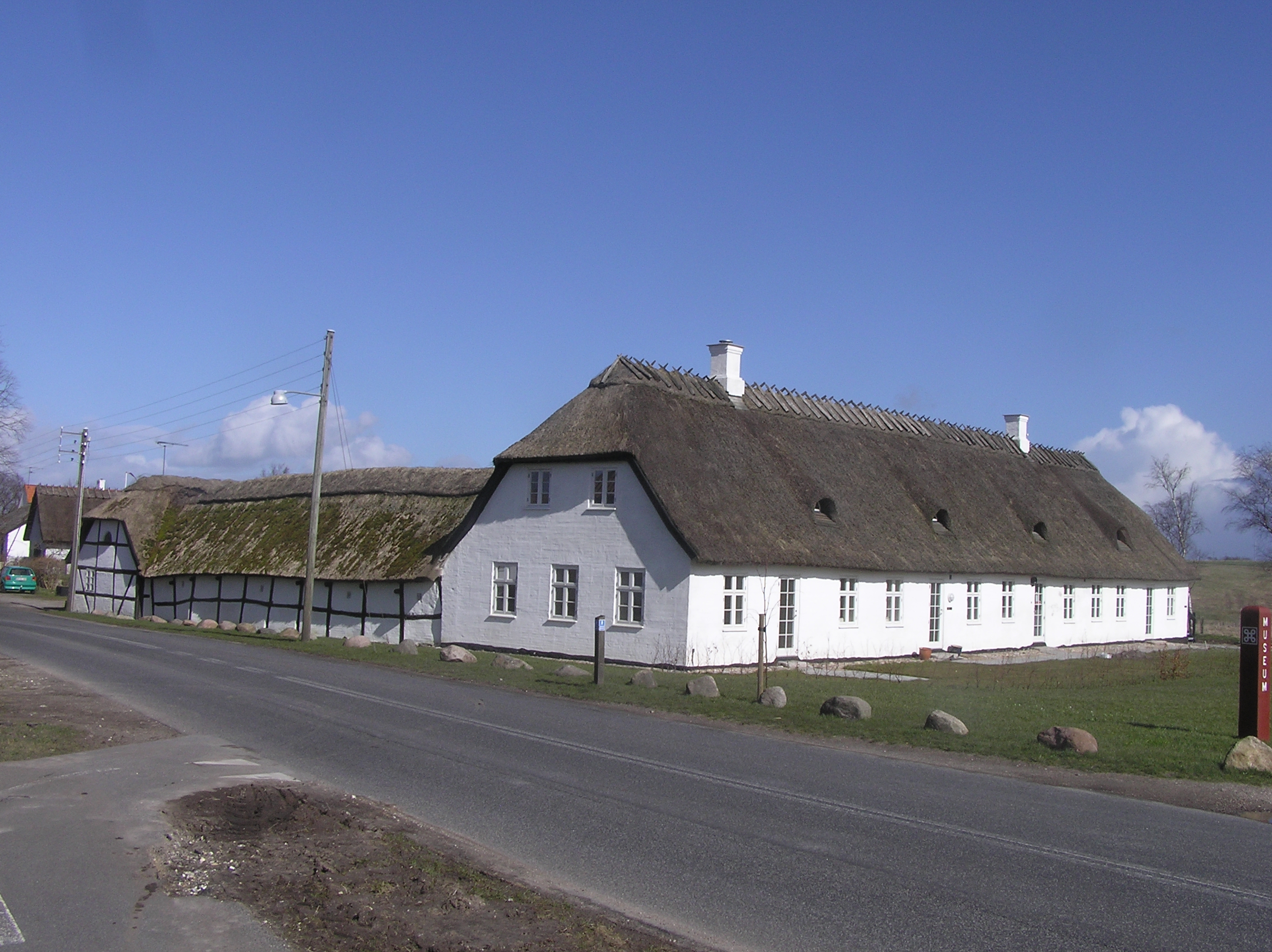
Hof Hestebjerggård

Neben Kongsgård und Hestebjerggård, die als Leire-Museum zugänglich sind, gibt es noch viele andere Gebäude aus den letzten Jahrhunderten in Privatbesitz.

## Sagen
Eine alte Legende besagt, dass Odin Skjold zu den Dänen sandte, damit er ihr erster König werde. König Skjold kam als Kind ganz allein auf einem leeren Schiff an. Das Schiff landete in Lejre, dem ersten königlichen Sitz des dänischen Königreichs.
Rolf Krake und weitere nur überlieferte Könige sollten hier ihren Sitz gehabt haben, da sie aus dem sagenhaften Geschlecht der Sköldungen (dänisch Skjöldungerne  – dt. Schildjungen) stammten. Lejre war zu dieser Zeit das historische Zentrum Dänemarks, zumindest aber Seelands (vergleichbar mit Tara in Irland).

## Pytheas’ Latris
Der Name „Lejre“, „Leire“ oder „Lethra“ (altnordisch: „Hleidrar“) wird auch auf das von Pytheas genannte „Latris“ zurückgeführt.

## Geokoordinaten
| Hyldetandshøj          | 55° 37′ 9″ N, 11° 58′ 5″ O   |
| Grydehøj               | 55° 37′ 4″ N, 11° 58′ 27″ O  |
| Hyldehøj               | 55° 37′ 13″ N, 11° 58′ 23″ O |
| Mysselhøj              | 55° 36′ 59″ N, 11° 57′ 31″ O |
| Ravnshøj               | 55° 37′ 9″ N, 11° 58′ 38″ O  |
| Schiffssetzungen       | 55° 37′ 2″ N, 11° 58′ 25″ O  |
| Margarethenstein       | 55° 37′ 7″ N, 11° 58′ 26″ O  |
| Lejrehallen            | 55° 36′ 57″ N, 11° 57′ 56″ O |
| mittelalterlicher Damm | 55° 36′ 56″ N, 11° 58′ 22″ O |
| Hestebjerggård         | 55° 36′ 56″ N, 11° 58′ 9″ O  |
| Kongsgård              | 55° 37′ 2″ N, 11° 58′ 11″ O  |